# Calle Las Heras (Tucumán)
La Calle Juan Gregorio de Las Heras es una calle de San Miguel de Tucumán, Tucumán, Argentina. Se extiende desde la calle 24 de septiembre y Virgen de la Merced (ex Rivadavia) hasta el pasaje 101/6 sureste en el Barrio CGT.

## Historia
La calle fue creada tras el trazado original de la ciudad en 1685, siendo extendida por el ensanche realizado en la intendencia de José Padilla en 1887. Durante fines del siglo XIX y siglo XX se instalaron diversas instituciones sobre la calle, como el Club Belgrano, la Congregación de las Hermanas Pobres Bonaerenses de San José, la Peña del Cardón (donde vivió Gregorio Aráoz de Lamadrid), la Biblioteca Sarmiento, etcétera. Asimismo se desarrollaron barrios como Villa Amalia y Villa Alem sobre la arteria, circulando además líneas de trolebuses y tranvías.
Originalmente la calle llevaba el nombre de Adolfo Alsina, hasta que en 1950, en ocasión del centenario del fallecimiento del General San Martín, se renombró la calle Las Heras de ese momento como San Martín y la calle Alsina se transformó en Las Heras. En tanto la calle que en ese año se denominaba San Martín pasó a llamarse Alsina, manteniendo todas las denominaciones hasta la actualidad. En 1988 se cambió el sentido de circulación de la calle junto a otras del microcentro tucumano, pasando a tener sentido norte-sur.

## Sitios de Interés
A lo largo de esta calle se desarrollan varios lugares de interés y emblemáticos:
- Hotel Bicentenario
- Peña El Cardón
- Circulo del Magisterio
- Biblioteca Sarmiento
- Hotel Embajador
- Capilla San José
- Escuela Superior Alberdi
- Sanatorio del Sur
- Colegio María del Rosario
- Acompañar Centro Educativo
- Club Belgrano Cultural y Deportivo
- Capilla de la Santísima Trinidad
- Escuela N° 301
- Caps. Villa Amalia